# 2,4-Diénoyl-CoA réductase
La 2,4-diénoyl-CoA réductase (DECR1) est une oxydoréductase qui catalyse la réaction :
trans,trans-2,3,4,5-tétradéshydroacyl-CoA + NADPH  {\displaystyle \rightleftharpoons }  trans-2,3-didéshydroacyl-CoA + NADP+.
Il s'agit d'une enzyme accessoire de la β-oxydation et du métabolisme des esters énoyl-CoA à acides gras polyinsaturés. Avec la dodécénoyl-CoA isomérase et la Δ3,5-Δ2,4-diénoyl-CoA isomérase, elle permet de métaboliser les acides gras polyinsaturés cis et trans. C'est l'enzyme limitante dans ce flux auxiliaire. Elle peut réduire avec la même efficacité à la fois les chaînes 2-trans,4-cis et 2-trans,4-trans ainsi que les doubles liaisons sur les atomes de carbone aux positions impaires ; l'origine de cette absence de stéréospécificité n'est pas connue à l'heure actuelle.